# 여수 407호 2
"여수 407호 2"(Woman Prisoner No. 407 II)는 한국에서 제작된 신상옥 감독의 1976년 액션 영화이다. 허진 등이 주연으로 출연하였고 곽정환 등이 제작에 참여하였다.

## 출연

### 주연
- 허진
- 호픽유
- 진봉진